# رود پاپوری
رود پاپوری رودی است که به رود وائوپس می‌ریزد. این رود از کشورهای برزیل و کلمبیا می‌گذرد.